# Duel au gourdin
Duel au gourdin  ou la Rixe est l'une des peintures à l'huile sur plâtre de la série des Peintures noires avec lesquelles Francisco de Goya avait décoré les murs de sa maison Quinta del Sordo. La série a été peinte entre 1819 et 1823. 

## Titre
La toile reçut plusieurs noms notamment Deux Bucherons (1828), Les Galiciens (1867), Gardiens de bœufs. Le musée du Prado le conserve sous le titre Combat au gourdin (espagnol : Riña a garrotazos) ; le titre proposé, Duel au gourdin (espagnol : Duelo a garrotazos), est le plus courant comme l’indique Agustín Benito Oterino dans sa thèse de doctorat.

## Contexte

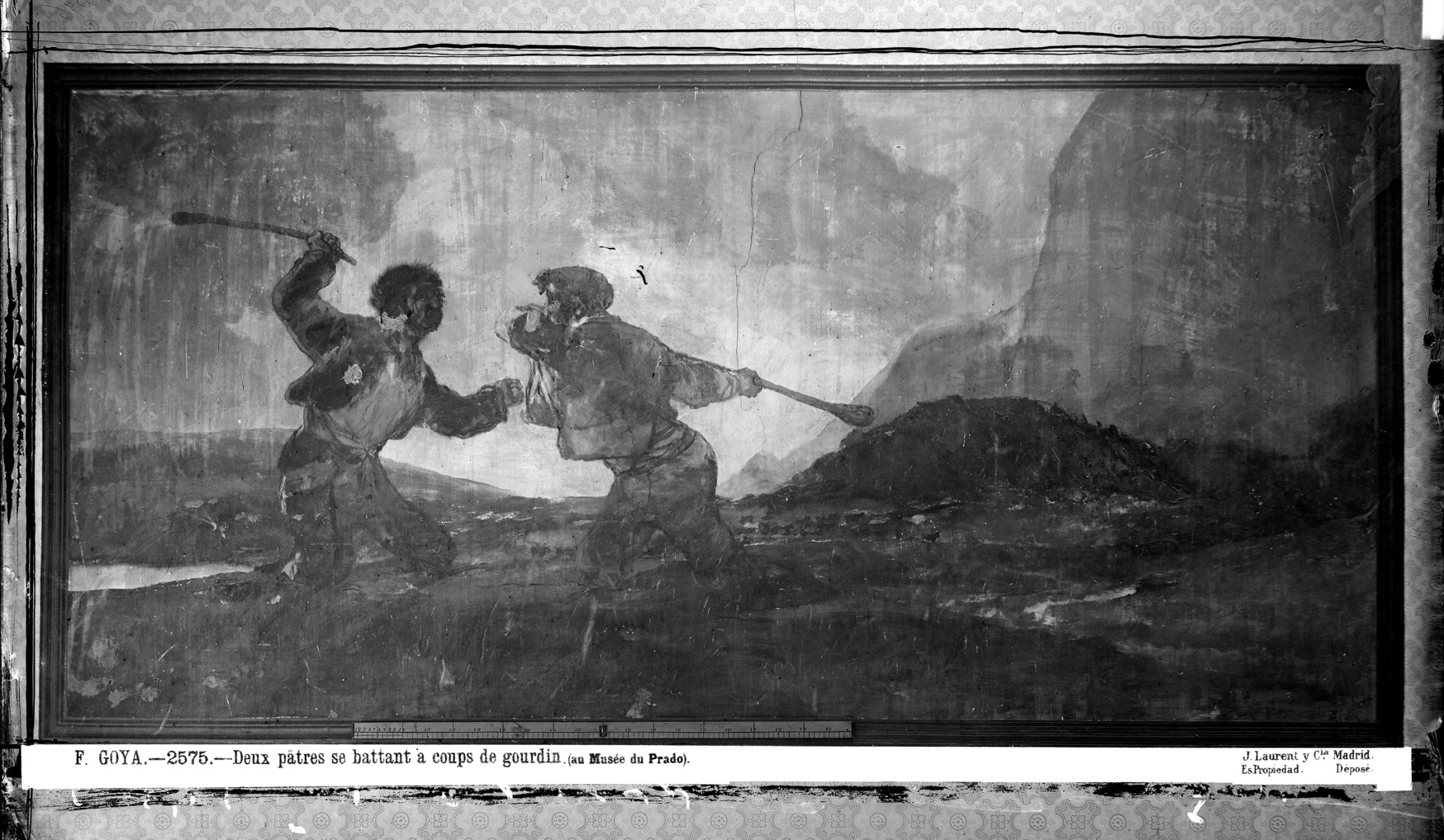
Duel au gourdin à la Quinta de Goya, en 1874. Photographie de J. Laurent, conservée au Archive Ruiz Vernacci. L’indication « musée du Prado » fut ajoutée au négatif en 1890 par les successeurs de Laurent.

L’œuvre occupait le mur gauche en entrant, du premier étage de la maison, qu’il partageait avec Les Moires duquel il était séparé par une fenêtre.
En 1873, Émile Baron d'Erlanger (1832-1911), un banquier français d'origine allemande, était propriétaire de la maison de Goya la Quinta del Sordo où était peinte la scène avec le reste des peintures noires. Elle fut transformée, à l’instar des autres peintures noires, en huile sur toile en 1874 par Salvador Martínez Cubells, sur commande du baron Émile d'Erlanger, qui avait l'intention de la vendre à l'Exposition universelle de Paris en 1878. Cependant, ce travail n'attira pas les acheteurs et il en fit don en 1881 au musée du Prado, où il est exposé. Cubells Salvador Martínez (1842-1914) était restaurateur du musée du Prado et membre de l'Académie royale des Beaux-Arts de San Fernando. Il passa la peinture sur plâtre sur une toile d'après le goût de l'époque. Martinez Cubells fut assisté par ses frères Enrique et Francisco (...) 
Avant de la transférer sur toile, il photographia les peintures in situ sur un mur du salon du rez-de-chaussée. L’original est un daguerréotype de 27 × 36 cm conservé aux Archives Ruiz Vernacci, à Madrid.

## Interprétation
L’interprétation traditionnelle est celle de deux villageois luttant à coups de bâton dans un paysage désolé. Indépendamment de leur autorisation, ces duels avaient les mêmes règles – protocole, nombre de pas, témoins, etc. – que les duels avec armes à feu ou épée, seule l’arme changeait.
Le chercheur britannique Nigel Glendinning avait signalé des différences entre les peintures contemporaines et celles des peintures noires avant leur transfert du plâtre à la toile et de leur restauration, d’après une série de photographies d’époque faites par Juan Laurent. Fin 2010, une étude de ces photographies par Carlos Foradada conclut également que Goya avait initialement peint ses lutteurs sur de l’herbe. Il ajouta que, lorsqu’il fallut arracher les peintures des murs pour les passer sur la toile, les insuffisances techniques firent perdre une grande partie des peintures, notamment sous leurs jambes. Les duellistes furent alors interprétés comme des lutteurs enterrés . 
L’ensemble des photographies des peintures noires de la Quinta del Sordo furent publiés en 1992 dans le bulletin du musée du Prado dans un article publié par Carmen Torrecillas.

## Analyse

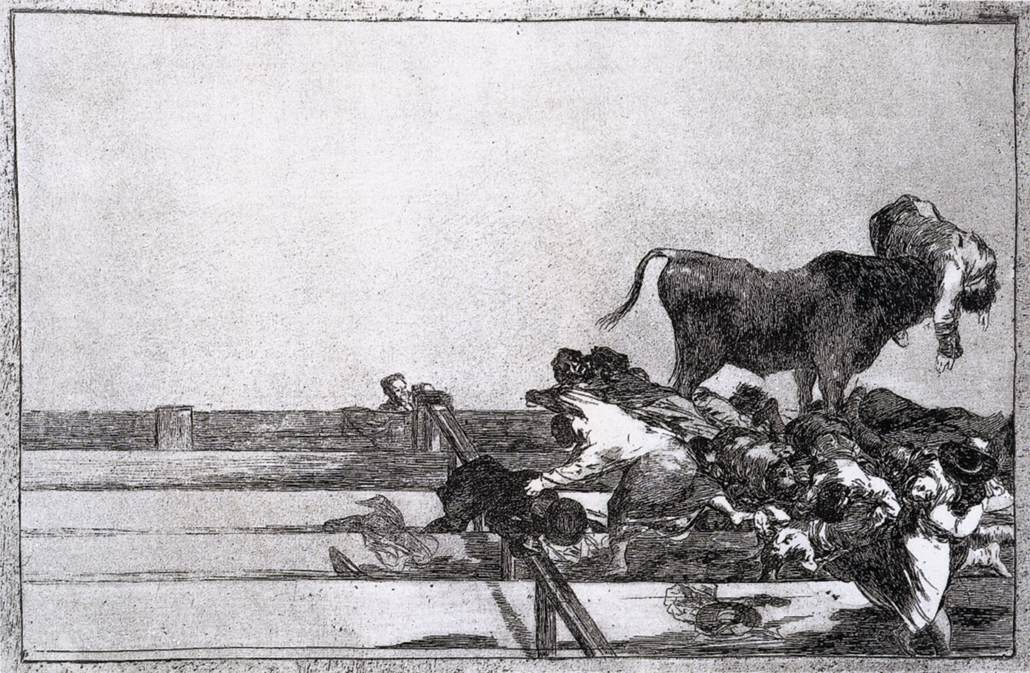
«Desgracias acaecidas en el tendido de la plaza de Madrid y muerte del alcalde de Torrejón», 1816. gravure nº 21 de la série La tauromaquia.

En Espagne, cette peinture fut analysée dès les débuts comme une lutte fratricide entre Espagnols ; à l’époque de Goya, entre libéraux et absolutistes. La scène fut peinte à l’époque du triennat libéral, et Riego en faveur de Ferdinand VII d’Espagne, poussait les afrancesados et les libéraux – parmi lesquels le peintre – hors d’Espagne. La toile préfigure la lutte entre les deux Espagnes qui se prolongea au XIXe siècle avant de déboucher sur la guerre civile espagnole.
Hors d’Espagne, la toile fut interprétée comme la représentation d’une coutume espagnole. Charles Yriartes avança la Galice comme lieu d’une telle tradition. Cependant cette interprétation fut systématiquement refusée par les intellectuels espagnols pour qui la représentation est très éloignée des scènes de genre et est, au contraire, très symbolique. C’est une représentation de la mort comme une anticipation de la guerre civile .
Les personnages au premier plan sont très semblables à ceux des Désastres de la guerre, se détachant d’un paysage lointain et en contre-jour, au contraire des conventions sur le portrait. Les seules couleurs viennent de ce paysage, où les bleus doux et rosés s’opposent au drame qui se joue au premier plan.
La scène est décentrée, les duellistes sont à gauche du tableau laissant à droite un grand espace de paysage doux. Cette architecture s’oppose de front aux canons néoclassiques mais sont classiques dans les peintures noires. Ces peintures, où le mouvement structure la scène plus que les lignes de force, sont typiques du romantisme.